# Саутфілд (Мічиган)
Саутфілд (англ. Southfield) — місто (англ. city) в США, в окрузі Окленд штату Мічиган. Населення — 76 618 осіб (2020).

## Географія
Саутфілд розташований за координатами 42°28′29″ пн. ш. 83°15′34″ зх. д. / 42.47472° пн. ш. 83.25944° зх. д. (42.474640, -83.259509).  За даними Бюро перепису населення США в 2010 році місто мало площу 68,06 км², з яких 68,05 км² — суходіл та 0,01 км² — водойми.

## Демографія
Згідно з переписом 2010 року, у місті мешкало 71 739 осіб у 31 778 домогосподарствах у складі 18 178 родин. Густота населення становила 1054 особи/км².  Було 35986 помешкань (529/км²).
Расовий склад населення:
| - 70,3 % — чорних або афроамериканців - 24,9 % — білих - 1,7 % — азіатів - 0,2 % — корінних американців |

До двох чи більше рас належало 2,4 %. Частка іспаномовних становила 1,3 % від усіх жителів.
За віковим діапазоном населення розподілялося таким чином: 20,5 % — особи молодші 18 років, 62,6 % — особи у віці 18—64 років, 16,9 % — особи у віці 65 років та старші. Медіана віку мешканця становила 42,0 року. На 100 осіб жіночої статі у місті припадало 80,8 чоловіків;  на 100 жінок у віці від 18 років та старших — 76,0 чоловіків також старших 18 років.
Середній дохід на одне домашнє господарство  становив 63 026 доларів США (медіана — 49 244), а середній дохід на одну сім'ю — 74 972 долари (медіана — 61 806). Медіана доходів становила 50 911 долар для чоловіків та 43 888 доларів для жінок. За межею бідності перебувало 15,2 % осіб, у тому числі 20,5 % дітей у віці до 18 років та 10,1 % осіб у віці 65 років та старших.
Цивільне працевлаштоване населення становило 32 167 осіб. Основні галузі зайнятості: освіта, охорона здоров'я та соціальна допомога — 30,6 %, виробництво — 13,1 %, науковці, спеціалісти, менеджери — 10,6 %, роздрібна торгівля — 9,0 %.